# Ophraea
Ophraea là một chi bọ cánh cứng trong họ Chrysomelidae.
Chi này được miêu tả khoa học năm 1886 bởi Jacoby.

## Các loài
Các loài trong chi này gồm:
- Ophraea acuticollis Bechyne, 1950
- Ophraea aenea Jacoby, 1886
- Ophraea elongata Jacoby, 1886
- Ophraea maculicollis Blake, 1953
- Ophraea majalis Bechyne, 1950
- Ophraea melancholica Jacoby, 1886
- Ophraea metallica Jacoby, 1886
- Ophraea minor Jacoby, 1886
- Ophraea obtusicollis Bechyne, 1950
- Ophraea opaca Jacoby, 1892
- Ophraea rugosa (Jacoby, 1886)
- Ophraea subcostata Jacoby, 1886